# Parafia Wszystkich Świętych w Albany Creek
Parafia Wszystkich Świętych w Albany Creek – parafia rzymskokatolicka, należąca do archidiecezji Brisbane.